# Ватихори
Ватихори (грч. Βαθυχώρι) је насељено место у општини Доксат у периферији Источна Македонија и Тракија, Грчка. Према попису из 2021. године било је 148 становника.
Према бугарском географу и историчару, Василу Канчову, у Ватихорију је 1900. године живело 332 Турака. Године 1923. турско становништво је принудно исељено у Турску а на њихово место су насељене грчке избегличке породице, којих је на попису из 1928. године било 577. Село се раније звало Арапли.